# 마리트 베리만
마리트 베리만(Marit Bergman, 1975년 5월 21일 ~ )은 스웨덴의 가수, 작곡가이다.